# Владимир Малахов (шахматист)
Вижте пояснителната страница за други личности с името Владимир Малахов.
Владимир Малахов е руски шахматист, международен гросмайстор.

## Шахматна кариера
Малахов се научава да играе шахмат на петгодишна възраст. Прес 1993 г. става световен шампион за момчета до 14-годишна възраст.
През 2003 г. става носител на сребърен медал от европейското индивидуално първенство в Силиврия. В класирането след последния кръг дели 2-3 място с Александър Граф, но руснакът спечелва тайбрека и заема втората позиция.
През 2006 г. става отборен шампион на Русия със състава на „Урал“ (Свердловска област).
През 2007 г. участва в турнира на претедентите в Елиста, позволяващ класиране за световното първенство в Мексико същата година. Отпада в първия кръг след загуба от Александър Гришчук с 1,5:3,5 точки.
През 2008 г. заема второ място в 18-ото издание на международния турнир в Памплона.
През 2009 г. става вицешампион от европейското индивидуално първенство в Будва. На финала губи от Евгений Томашевский с 1:2 точки. През ноември-декември участва в световната купа по шахмат, където е отстранен на полуфиналите от Руслан Пономарьов след тайбрек. В края на декември спечелва турнира „Aplico Life“ в Полша, който е и европейско първенство по ускорен шахмат. Малахов приключва състезанието с 11,5 точки от 13 възможни и без загубена партия.
През юни 2010 г. завършва на 2-3 м. с Фабиано Каруана в майсторския турнир на шахматния фестивал „Руй Лопез“.

## Извънспортна дейност
Малахов не е професионален шахматист. По професия е физик. Възпитаник е на Московкия държавен университет и работи в Обединения институт за ядрени изследвания, като младши научен сътрудник.